# Elizabetinska arhitektura
Elizabetanska arhitektura se nanaša na stavbe določenega sloga, zgrajene med vladavino angleške in irske kraljice Elizabete I. od 1558–1603. Zgodovinsko gledano je to obdobje med dolgim obdobjem prevladujočega arhitekturnega sloga verskih stavb katoliške cerkve, ki se je nenadoma končalo z razpustitvijo samostanov okoli leta 1536, in pojavom dvorne kulture vseevropskih umetniških ambicij pod Jakobom VI. ali I. (1603–25). Slogovno je elizabetinska arhitektura izrazito pluralistična. Prišla je ob koncu otoških tradicij v oblikovanju in gradnji, imenovanih perpendicular slog v cerkvenih stavbah, katerih fenestracije, tehnike obokov in odprti nosilni dizajni so pogosto vplivali na podrobnosti večjih domačih stavb. Vendar pa je angleško oblikovanje postalo odprto za vpliv zgodnjih tiskanih arhitekturnih besedil (in sicer Vitruvija in Albertija), ki so jih člani cerkve uvozili v Anglijo že v 1480-ih letih. V 16. stoletju so ilustrirane celinske knjige z vzorci uvedle široko paleto arhitekturnih primerov, ki jih je napajala arheologija klasičnega Rima, ki je navdihnila nešteto tiskanih modelov vse bolj dodelane in abstraktne.
Ker se je cerkvena gradnja preusmerila v gradnjo velikih hiš za dvorjane in trgovce, so te novosti spremljale nostalgijo po domači zgodovini, pa tudi velike delitve v verski identiteti ter vpliv celinskih trgovskih in meščanskih stavb. Otoške tradicije gradnje, podrobnosti in materialov nikoli niso povsem izginile. Ti različni vplivi na pokrovitelje, ki bi lahko bili naklonjeni konzervativizmu ali veliki izvirnosti, zmedejo poskuse, da bi natančno razvrstili elizabetinsko arhitekturo. To obdobje kulturnih preobratov in zlitja ustreza temu, kar pogosto imenujemo manierizem in pozni cinquecento v Italiji, francoska renesančna arhitektura v Franciji in slog plateresco v Španiji.[1]
V nasprotju s svojim očetom Henrikom VIII. Elizabeta ni naročila novih kraljevih palač; zgradili so zelo malo novih cerkva, vendar je prišlo do velikega razcveta gradnje domačih hiš za premožne, predvsem zaradi prerazporeditve cerkvenih zemljišč po razpadu samostanov. Najbolj značilen tip za zelo premožne, je razkošna čudežna hiša, ki uporablja sloge in dekoracijo, ki izhaja iz severnega manierizma, vendar z elementi, ki ohranjajo znake srednjeveških gradov, kot je običajno živahna streha.

## Zgodovina
V elizabetinski dobi je prišlo do naraščajočega razcveta in sodobniki so opazili hitrost posvetne gradnje med premožnimi. Nekoliko negotov vpliv renesančne arhitekture je v glavnem viden v velikih hišah dvorjanov, toda nižje na družbeni lestvici so kmetje in meščani zgradili veliko število velikih in vse bolj udobnih hiš v razvijajočem se ljudskem slogu. Tudi civilne in institucionalne stavbe so postajale vse pogostejše.
Renesančna arhitektura je dosegla določen vpliv v Angliji med vladavino in predvsem v palačah Henrika VIII., ki je uvozil številne italijanske umetnike. Za razliko od Henrika Elizabeta ni gradila novih palač, namesto tega je spodbujala svoje dvorjane, naj gradijo ekstravagantno in jo nastanijo med poletnimi obiski. Na slog, ki so ga sprejeli, je bil bolj pod vplivom severnjaškega manierizma Nizozemskih dežel kot Italije, med drugimi značilnostmi je uporabljal različice nizozemskega zatrepa in flamskega ploskovitega reliefa v geometrijskih oblikah. Obe značilnosti je mogoče videti na stolpih Wollaton Hall in spet v Montacute House. Flamski obrtniki so nasledili Italijane, ki so vplivali na tudorsko arhitekturo; prvotna Kraljeva borza v Londonu (1566–1570) je ena prvih pomembnih stavb, ki jih je zasnoval Henri de Paschen, arhitekt iz Antwerpna. Vendar je večina celinskih vplivov izvirala iz knjig in obstajalo je veliko angleških »zidarskih mojstrov«, ki so bili pravzaprav arhitekti in so bili zelo povpraševani, tako da je njihovo delo pogosto razširjeno po vsej državi.
Pomembni primeri elizabetinske arhitekture so:
- Audley End House
- Blickling Hall
- Charterhouse (London)
- Condover Hall (Shropshire)
- Danny House
- Hatfield House
- Longleat House
- Wollaton Hall
- Rainthorpe Hall

V Angliji se je renesansa najprej pokazala predvsem v posebni obliki čudežne hiše, velikih, kvadratnih in visokih hiš, kot je Longleat House, ki so jih zgradili dvorjani, ki so upali, da bodo kraljico pritegnili za uničujoče drago bivanje in tako napredovali v svoji karieri. Te stavbe imajo pogosto dodelano in domišljijsko streho, ki namiguje na razvoj srednjeveške utrjene arhitekture.
V tem času je postala dolga galerija priljubljena (za aristokracijo) v angleških hišah. To so očitno uporabljali predvsem za vhode, vedno več salonov ipa je dopolnjevalo glavno dnevno sobo za družino, veliko sobo. Veliko dvorano so zdaj večinoma uporabljali služabniki in kot impresivno vstopno točko v hišo.

## V tem obdobju aktivni gradbeniki (arhitekti)
- Robert Adams (1540–1595)
- William Arnold (deloval 1595–1637)
- Simon Basil(deloval 1590–1615)
- Robert Lyminge (deloval 1607–1628)
- Robert Smythson (1535–1614)
- John Thorpe ali Thorp (ok.1565–1655?; deloval 1570–1618)